# Cheilosia shirakiana
Cheilosia shirakiana är en tvåvingeart som beskrevs av Barkalov 2001. Cheilosia shirakiana ingår i släktet örtblomflugor, och familjen blomflugor. Inga underarter finns listade i Catalogue of Life.